# Claudio Mamerto Cuenca
Claudio Mamerto Cuenca (Buenos Aires, 30 de octubre de 1812 - El Palomar de Caseros, 3 de febrero de 1852), fue médico y poeta argentino.
El mercenario español José Pons Ojeda (que se hacía llamar «León de Palleja»), que pertenecía al Ejército Grande del general Justo José de Urquiza que combatió a Rosas en 1852, lo mató a sablazos debido a que Cuenca quiso proteger a los heridos de su hospital de campaña, inmediatamente después de la batalla de Caseros.

## Biografía
Hijo de Justo Casimiro Cuenca y de Lucía Calvo. Su nombre de bautizo era Claudio José del Corazón de Jesús Cuenca, y no se sabe por qué razón lo cambió por el de Claudio Mamerto Cuenca. Hizo sus primeras letras en la casa parroquial para ingresar a los 16 años en el Real Colegio de San Carlos (actual Colegio Nacional de Buenos Aires),
que en esos años estaba fusionado con el Seminario Conciliar, dirigido por los jesuitas y funcionaba junto al templo de San Ignacio. Excelente alumno, se recibió de bachiller con notas sobresalientes y cuatro años más tarde ingresó al Departamento Médico de la Universidad de Buenos Aires. Sus maestros en la medicina, entre los que se encontraban los doctores Francisco Cosme Argerich y Raúl Cristóbal Montúfar, entre otros, formaron ―a pesar de lo precario de la época― destacados médicos.
En la Universidad de Buenos Aires tuvo como maestros a Diego Alcorta, León Banegas y Miguel García, y en medicina, a Ireneo Portela, Gómez de Fonseca, Francisco de Paula Almeyra, Juan José Fontana y Fuentes Arguibel.
En el Hospital de la Residencia se dictaban cátedras para el estudio de materias específicas, pero muchas veces, «la casa del profesor era el lugar indicado para desarrollar las clases ayudándose con figuras y atlas anatómicos».
Esta situación desalentaba a los jóvenes, quienes tomaban otros caminos (como el comercio). No obstante ello, la familia Cuenca se caracterizó por la decisión de cuatro de sus cinco hijos, José María, Claudio Mamerto, Salustiano y Amaro, de convertirse en médicos. Lograron sobresalir Claudio y Salustiano. Este último, siguiendo los pasos del primero, se convirtió en un eximio cirujano, y a su muerte lo sucederá en la Cátedra de Anatomía y Fisiología. Morirá durante la epidemia de cólera de 1859.
El 30 de octubre de 1838, Claudio Cuenca (de 26 años de edad) se recibió de médico y comenzó su actuación como profesional.
Luego escribió una tesis a la que llamó Opúsculo acerca de las simpatías en general, y obtuvo el título de Doctor en Medicina.
Contribuyeron a su formación los doctores Juan A. Fernández, Almería, Gómez de Fonseca y otros.
Terminó sus estudios en 1839.
En 1840, al emigrar el doctor Ireneo Portela por causas políticas, Cuenca fue nombrado su sustituto en la cátedra de Anatomía y Fisiología.
Desarrolló una carrera profesional y docente.

El Dr. Cuenca, anatómico consumado y excelente cirujano, ha tenido por discípulos lo más distinguido de los médicos argentinos durante 14 cursos que ha presidido hasta su fin desgraciado en la batalla de Caseros, a la edad de 39 años, como médico del Ejército de Buenos Aires.

En anatomía era consumado: siendo disector su hermano el después Dr. Salustiano Cuenca, y ayudantes el Dr. José María Bosch y el que suscribe, hemos sido inmediatos observadores de su admirable destreza e inteligencia en la práctica del escalpelo. La difícil disección del sistema nervioso de los sentidos, del cerebro y origen de los nervios, gran simpático, era para él una cosa familiar y fácil: donde ponía el instrumento a primer golpe de vista, ahí estaba la arteria, vena o nervio que quería demostrar.
Teodoro Álvarez

En 1844, Cuenca publicó en la Imprenta Argentina una biografía del doctor José M. Gómez de Fonseca.
En 1845 fue director de tesis del doctor Guillermo Rawson.
Cuando el doctor Ventura Bosch ―médico personal de Juan Manuel de Rosas― partió hacia Europa, el Dr. Cuenca quedó en segundo lugar en la terna de profesionales que podían sucederle, junto con el Dr. Juan José Montes de Oca y con un médico francés de apellido Solier, de mucho prestigio. Sin embargo, Rosas lo prefirió y el Dr. Cuenca empezó a trabajar para él.
En 1851 fue designado Cirujano Mayor del Ejército.
Sin prejuicio de ello, desarrollaba en la Universidad de Buenos Aires las cátedras de anatomía, fisiología, materia médica y cirugía.
Simultáneamente con su profesión cultivaba las letras con asiduidad, pero también con recatado silencio.
Compuso epigramas, idilios, madrigales, comedias, dramas, etc.
Cuenca era en lo íntimo adverso a la política de Rosas, y esto lo señaló en su producción poética.
Ante los ojos de la sociedad, el joven médico se dedicaba de lleno a su profesión y al dictado de su cátedra. Nada dejaba percibir el drama oculto que lo atormentaba de tener que formar parte de los hombres de Rosas y en su intimidad se desahogaba espiritualmente con su fecunda producción literaria, producción que conoce todos los estilos y que mantiene oculta.
Y así, convertido en médico personal y cirujano mayor del ejército de Rosas, volcaba en sus poemas sus verdaderos sentimientos ―poemas que llevaba permanentemente en un maletín que no se desprendía de él ni para dormir, pues muchas veces lo utilizaba como almohada―.
En cumplimiento de sus obligaciones militares, su rol de médico lo encuentra en la batalla de Caseros el 3 de febrero de 1852, atendiendo en el «hospital de sangre» levantado detrás del Palomar de Caseros.
El general Justo José de Urquiza ordenó entonces al general uruguayo César Díaz (39) que atacara. En la compañía se encontraba, con el grado de coronel, el mercenario español José Pons Ojeda (36), que se hacía llamar «León de Palleja».

Desde lo alto del mirador, los jefes del Palomar ―junto a los que se encontraba Cuenca― miden la situación y, al comprobar la gran desventaja numérica, resuelven capitular. Se enarbola la bandera blanca y cesa el fuego. Cuenca se dirige a su improvisado hospital levantado a cielo abierto y reanuda las tareas de restañar heridas. Con gran sorpresa siente una descarga cerrada de fusilería.

La soldadesca de Rosas, haciendo caso omiso de la rendición, esperó la llegada ―con fines de parlamentar― de un pelotón de las tropas vencedoras. Pero al entrar estas les hacen fuego a quemarropa. Disipado el humo se vio el tendal en el suelo. Lo que ocurrió minutos después es inenarrable... Mientras los clarines sonaban a degüello, se vio a las tropas de Urquiza avanzar y meterse sus soldados por todos los rincones, masacrando a los moradores. El doctor Cuenca, sin perder la serenidad, desarmado, y exhibiendo las hilas en la mano, intentó dirigirse al jefe de la tropa asaltante, comandante Palleja y, al parecer, se dio a conocer y pidió protección para sus heridos. Por toda respuesta recibió varios golpes de sable; de una estocada fue atravesado y al minuto cayó exánime sobre el pavimento.
Dr. Juan Corbella

Cuenca murió en brazos de los doctores Claudio Mejía y Nicomedes Reynal.
El Dr. Claudio Mejía, compañero y fiel amigo de Cuenca, fue hecho prisionero por las fuerzas de Urquiza, pero consiguió recuperar el cadáver ―con sablazos en la cabeza, los hombros y los brazos, y una estocada en el vientre― y el inseparable maletín de su amigo con su obra poética. En un bolsillo de la casaca del médico militar se halló un poema titulado Mi cara:

Esta cara impasible, yerta, umbría,

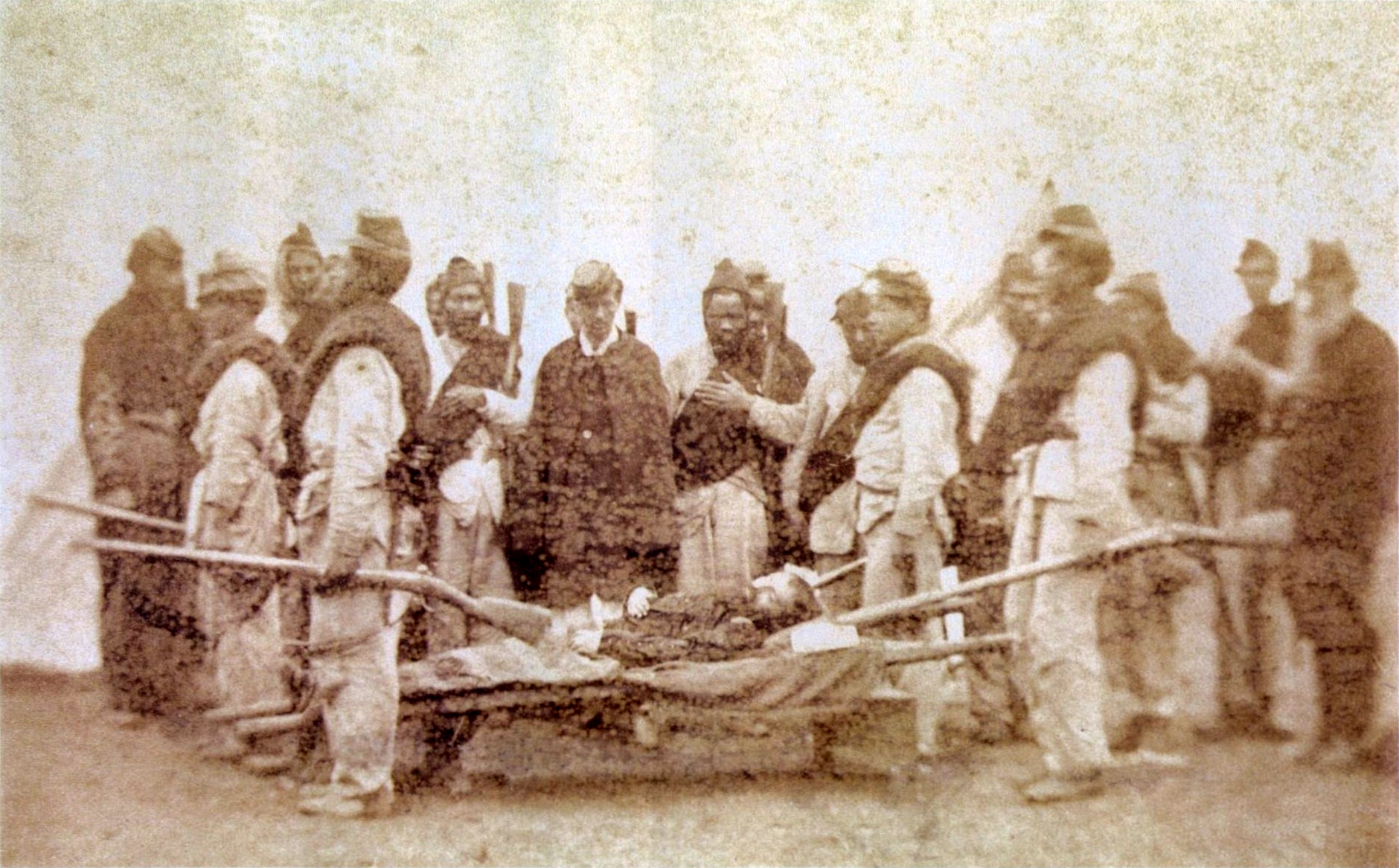
El mercenario español José Pons Ojeda (que se hacía llamar «General León de Palleja»), que mató a sablazos al Dr. Claudio Cuenca, fue lanceado y baleado catorce años después por los soldados paraguayos en la batalla de Boquerón (1866).

hasta ¡Ay de mí! para la que amo, helada.

Sin fuego, sin pasión, sin luz, sin nada,

no creas que es ¡Ah, no! la cara mía.

Porque esta, amigo, indiferente y fría,

que traigo casi siempre, es estudiada...

es cara artificial, enmascarada

y aquí, para los dos, la hipocresía.

Y teniendo que ser todo apariencia,

disimulo, mentira, fingimiento

y un astuto artificio en mi existencia,

tengo pues que mentir, amigo, y miento.
Claudio Cuenca

Ningún parte oficial dio cuenta de la muerte de Cuenca. Según el Dr. Corbella, llama la atención «el silencio cómplice que hubo de algunos personajes que fueron actores en la toma del Palomar y que bien pudieron [...] lamentar públicamente la muerte de Cuenca y que no lo hicieron».

Cuenca fue enterrado en el lugar, pero ocho meses más tarde, el 10 de septiembre de 1852,
sus amigos lo hicieron exhumar y trasladaron sus restos al Cementerio de la Recoleta, en la bóveda de la familia de su hermana Eulogia, los Mugica. Cumplido ese acto quedó flotando el dolor de su familia, el de sus amigos y el de María Atkins, su prometida.
En 1861, el poeta Heraclio C. Fajardo compiló y publicó en tres volúmenes sus poesías.
Entre estas se destacaban Visión, A Córdoba, El pampero, El corazón, A la jura de la independencia y Delirios del corazón.
En 1889, la editorial Garnier, de París (Francia), publicó en español sus Obras poéticas escogidas, con una biografía escrita por el doctor Teodoro Álvarez.

## Homenajes
Varios lugares en Argentina llevan su nombre:
- Una calle de la localidad de El Palomar, lugar donde falleció.
- Una calle de la localidad de Olivos.
- Una calle de la ciudad de Buenos Aires, que primero llevó el nombre de Barcelona, y después de Juárez Celman. El 27 de noviembre de 1893 fue nombrada Claudio Cuenca.[1]
- Una calle en la ciudad de Córdoba
- La estación del ferrocarril Sarmiento en la localidad de Tres Algarrobos (provincia de Buenos Aires) se llama Estación Cuenca.[5]